# GGPlay
Ким Чунён (кор. 김준영; род. 5 декабря 1985), также известный под ником GGPlay — корейский киберспортсмен по StarCraft: Brood War за расу зергов. Наилучшим достижением стала победа на турнире Daum OSL в 2007 году, когда, проигрывая по ходу игры другому корейскому игроку под ником Iris со счётом 0-2, Ким Чунён сумел выиграть со счётом 3-2. В 2008 году GGPlay закончил карьеру из-за травмы запястья.

## Бывшие команды
GGPlay выступал за следующие профессиональные команды:
- Woongjin Stars
- CJ Entus
- Hanbit Stars

## Достижения
2007 год
- Daum OSL 2007 — 43 720 $